# WZ521轮式装甲运兵

WZ521轮式装甲车

WZ521轮式装甲车是中华人民共和国于1950年代设计的第一款装甲运兵车，该车在苏制运输卡车的基础上改装而成，是中国人民解放军装备的第一辆国产装甲车。

## 历史
在战争时期，解放军军用车辆的主要来源仍是从战场上缴获的战利品，依靠这些车辆，解放军的机动能力大幅提升。中华人民共和国成立后，为了平息国内残余的敌对势力和朝鲜战争的作战急需，中国在大量引进苏联运输车提高军队的运输能力。为了在中国西部公路运输任务中对付美国中央情报局训练的叛乱武装和宗教极端恐怖分子，中国在大量进口苏制军用车辆的同时还对自制的一部分越野卡车进行改装，车身加上一层装甲防护和配备轻火力，正式命名为WZ521轮式装甲车。当时美国并未向这些武装分子提供RPG之类的有效反装甲武器，所以这样的装甲汽车也足以令武装分子畏惧。鉴于当时中国由于工业基础薄弱，这种轮式装甲机动性和战斗力远不及专用的轮式装甲车。只能算一种装甲汽车，在当时只是起到了部分的临时替代作用，并无大量装备。